# Derrycrag Wood Nature Reserve SAC
Derrycrag Wood Nature Reserve SAC este o arie protejată (arie specială de conservare — SAC, sit de importanță comunitară — SCI) din Irlanda întinsă pe o suprafață de 118,37 ha, integral pe uscat.

## Localizare
Centrul sitului Derrycrag Wood Nature Reserve SAC este situat la coordonatele 53°02′37″N 8°23′12″W / 53.04349°N 8.386623°V.

## Înființare
Situl Derrycrag Wood Nature Reserve SAC a fost declarat sit de importanță comunitară în august 1997 pentru a proteja . Situl a fost protejat și ca arie specială de conservare în mai 2016.

## Biodiversitate
Situată în ecoregiunea atlantică, aria protejată conține 1 habitat natural: Păduri de stejar sesil bătrân cu Ilex și Blechnum în Insulele Britanice.
La baza desemnării sitului se află un număr nedeclarat de specii protejate:
Pe lângă speciile protejate, pe teritoriul sitului au mai fost identificate 2 specii de plante.